# アストリッドとラファエル 文書係の事件録
『アストリッドとラファエル 文書係の事件録』（アストリッドとラファエル ぶんしょがかりのじけんろく、原題：Astrid et Raphaëlle、英語圏では"Bright Minds"のタイトルで放送）は、フランス2で放送されているテレビドラマ。2019年4月にパイロット版が放送されたのち、2020年3月から4月に第1シーズン、2021年5月から6月に第2シーズン、2022年8月から9月に第3シーズン、2023年5月から6月に第4シーズン、2024年11月から12月に第5シーズンが放送された。第6シーズンの製作も決定し、2025年1月に撮影が開始された。日本ではミステリーチャンネル(旧:AXNミステリー)で字幕版が放送された後、NHK総合テレビで吹き替え版が放送されている。
HDTV製作。画面アスペクト比は第１シーズンパイロット版（「パズル」回）のみ16:9。シリーズ化以降は2:1。

## あらすじ
パリ警視庁の警視ラファエルは、とある事件に関して犯罪資料局に資料請求したことで、局の文書係アストリッドと出会う。アストリッドは自閉症であり、対人関係に困難を抱えていたが、犯罪学の知識に基づいた推理に卓越した資質を見せたため、ラファエルは犯罪学者として捜査協力を依頼する。正反対の2人だったが、バディとして様々な事件の捜査にあたるうちに、徐々にお互いを理解し信頼し合い、無二の親友となっていく。

## 登場人物
アストリッド・ニールセン
演 - サラ・モーテンセン（少女期：アメリア・ラックマン、シルヴィー・フィルー） / 日本語吹替 - 貫地谷しほり（少女期 - 兒林美沙紀）
本作の主人公。パリ犯罪資料局の文書係。自閉スペクトラム症当事者で、学校や精神科病院の体験がトラウマとなり、社会生活を心配した父によって文書資料室に居場所を得ている。食料の買い出しは行きつけの店で月曜日にまとめて行う。昼食はカフェテリアの特定の席で食べるなど、独自のルールを設けている。
犯罪資料を読み込むことで犯罪学の知識を身につけており、年限を過ぎ破棄された資料の内容も記憶していて、優れた洞察力でラファエルの力となり、自立した人間としての自信をつけていく。煩わしく感じていた警察や資料局の職員からも尊敬を勝ち取る。
第1シーズン最終回で連続殺人犯に誘拐された際、ラファエル以外に知られない形でメッセージを残し、自らの生命を委ねるまでに頑なさは薄らいだ。ガイヤールが亡くなった事が切っ掛けで後見人に護られた生き方から卒業する事を選択。第２シーズンではラファエルたち刑事に代わって取り調べ室に入るなど一層踏み込んだ捜査協力を行い、第3シーズンは捜査官を志してポリスアカデミーで学ぶ。事件解決の実績は同級生の間でも知れ渡っており、教官のラングレの助けもあって試験に合格。警部補となった。他人行儀だった母との関係も、ある事件を機に変わり始める。
古今東西のパズルに精通し（ルービックキューブを数秒で解いてしまう）、怪事件・難事件もパズルに見立て間違いの無い解決にこだわる。また対戦経験こそ殆どないもののチェスが強い。大量の棋譜を記憶しており、第1シーズンではひと目でチェックメイトの手を見つけている。
亡くなった父の影響でピアノで弾かれたヨハン・ゼバスティアン・バッハ作品を愛聴している。ピスタチオ味のアイスクリームを好む。歩き方に特徴があり、日常の様々な音に過敏に反応し、近場の発砲や爆発といった大きな音に疲弊しうずくまってしまう。そのためイヤーマフを持ち歩いている。
ラファエル・コスト
演 - ローラ・ドヴェール / 日本語吹替 - 林真里花
もう1人の主人公。パリ警視庁の警視。仕事熱心なあまり捜査規則違反を犯すことも少なくない。息子がいるが、夫と離婚し親権を失っている。おおらかで振る舞いも口調も少々がさつ（アストリッドによると口癖は"Bordel"、"Putain"と"Merde"）だが、包容力を持ち、自らの不得意な面を隠さず、アストリッドやウィリアムら自閉症当事者にも偏見を持たず交流するべく努めている。アストリッドとは生年月日が同じ。事件捜査で偶然彼女の母を発見し、再会を後押しした。
本人も「怖いもの知らず」と自称するほど大胆な行動を取れる勇敢さがあるが、幽霊や魔女、呪われた家にUFOというようなオカルト要素が大の苦手。事件でオカルティックなものを想起させる要素や噂が見つかるとすぐに拒絶してしまう。
第1シーズンでニコラの不器用なプロポーズを「あなたは兄弟みたいにかけがえの無い人」という温かい言葉で粉砕し、男女の関係に発展する事は望んでいなかった。しかし第3シーズン、アルチュールの妹とキスするニコラの姿はラファエルの機嫌を損ねるものだった。テツオ～アストリッドを介してニコラへの未練を思い知らされ、自らの本当の気持ちに気付く。シーズン3最終回で恋心を直接伝えた。ラファエルへの想いを殆ど断ちかけていたニコラは憤り、罵りあいながら、ラファエルと熱くキスをする。
第4シーズンではニコラとエマが恋人解消のキスを交わしている所を偶然見かけたショックから、初回で酒に酔ってバーテンダーと行きずりの行為に及び、それを悟ったニコラとはぎこちない関係に戻ってしまった。シーズン最終回で簡易検査によって妊娠が判明するも、第5シーズン第2話で誘拐された子供を救出する際に身体を打ち、流産している。

### ラファエルの関係者
ニコラ・ペラン
演 - ベノワ・ミシェル / 日本語吹替 - 川田紳司
警部。パイロット版以後シーズンごとにひげの生やし方に変化がみられる。ラファエルの同期でよき相棒（日本語化されていないが、"Nico"、"Raph"と愛称で呼びあっている）。博識で時にひけらかしがちなところは同僚から敬遠されているものの、彼の博識さはラファエルたち他の捜査官たちに事件の関係者や証拠品に関わる分野の理解の足がかりとなり、捜査を進めるのに役立っている。
ひそかにラファエルに想いを寄せ、彼女が世話を焼き頼りにするアストリッドにはやんわり冷たい態度も見せていたが、ある事件に遭遇しラファエルとの想いを確かめ合う。第2シーズン最終回ではラファエルと掴み合いになった犯人、人質を静止するため発砲したところラファエルに当たり、負傷させてしまう。その後救急車で応急処置を受けたラファエルのもとに駆けつけ、命に別状がないことを理解すると「俺のラファエル！」と本人に向かって言うほど安堵した。
その場を後にしようとするも、入れ違いで手負いのラファエルに対し彼女の失態を蒸し返したフォレストを殴り倒した。
フォレストを殴り倒したあとの第3シーズンでは勇敢かつ能動的になりラファエルからも強く感心がいくが、アルチュールの妹のエマと付き合っていることが発覚する。しかし実際はラファエルとマティアスの仲を懸念した事への当てつけに等しく、終盤で性格の不一致から別れている。だが、その際解消代わりのキスをしていた所を偶然ラファエルに見られ、再びぎこちない関係に戻ってしまう。
アルチュール・アンギャン（第1–3シーズン）
演 - メレディン・ヤクビ / 日本語吹替 - 中村章吾
警部補。ラファエルとニコラの部下。ラファエルに想いを寄せるニコラに気づき、からかっていた。それほどに察しがよくPCを用いた調査などでも高い能力が発揮されているが、アストリッドの見識には初対面以来たびたび絶句している。
上記の察することも含めコミュニケーション能力が高く、世渡り上手。アストリッドの特性も十分理解し適切な距離感で接するため、アストリッドをからかうことはない。
第2シーズン最終話では、バシェール警視正から内々に指示を受け、自由に動けないアストリッドやラファエルのサポートを見事こなした。
第3シーズン最終話では、アンヌ・ラングレが一瞬の隙にアルチュールの拳銃を奪い、被疑者ベルジョーを射殺。責任を感じたアルチュールは落ち込んで休職し、第4シーズンには登場しない。
アルチュールの妹がニコラに伝えた「法律を学び直すためリヨン大学を受験した」という近況で資料局に在籍しつつ警部補になったアストリッドに触発されたキャリアアップが示唆されたが、脚本家のアレクサンドル・ド・セギャンはアルチュールのキャラクターを発展させられず、新キャラクター（ノラ・モンスール）に交替させる事を選んだと語っている。
カール・バシェール
演 - ジャン＝ルイ・ギャルソン（パイロット版 - ダニエル・ロベ） / 日本語吹替 - 藤真秀
警視正。ラファエルたちの上司。真相究明より迅速な捜査終了を優先しがちである。
第2シーズン以降はラファエルたち捜査官たちの真相究明にあたる意思を尊重し、彼らが悪い立場にならぬよう諌めるなどラファエルたちの良き上司としての側面が大きくなっている。
第2シーズンでは少し付き合い方がぎこちなかったアストリッドのことも次第に捜査協力者として捜査官の一員と変わらぬ信頼を置くようになり、第2シーズンラストでアストリッドの度を越した捜査協力が指摘を受けた際や、第3シーズン冒頭ではアストリッドの弁護をし続けた事が語られた。
バシェールのデスクにあるPCはかなり性能の良いものらしく、IT関連でウィリアムやべレジン28に捜査協力を依頼すると必ず彼のPCが使われる。デスクに置かれた球状のペーパーウェイトの並べ方や小さなサッカーボールを握って考えたり指示を出すといった、語られないこだわりが見え隠れする。
第5シーズンでは、自ら仏教徒であることを明かした（第3話）。
テオ・コスト=ルジェ
演 - ティミ=ジョイ・マルボー、日本語吹替 - 大平あひる(第1シーズン) / 宮瀬尚也(第2-4シーズン)
ラファエルの息子。小学生。週末はラファエルの家で過ごしている。非常に賢く、テオの一言が事件解決のヒントになることもある。
第2シーズンでは15歳になり、アイルランドへ留学している。
フィリップ・コスト
演 - ミシェル・ボンポワ / 日本語吹替 - 石田圭祐
ラファエルの父。内務省の機密文書に調査許可を下せる地位にある政治家。意に沿わず警官になる道を選んだラファエルに冷淡な態度を取ったが、捜査協力への感謝を伝える電話を微笑みながら聞くなど、本来は温和さも備えている。第2シーズンでは娘との関係のぎこちなさと気まずさの原因の背景として、息子（ラファエルの兄）を麻薬中毒で失った苦悩と後悔が明かされた。
パトリシア（第5シーズン）
演 - ジュリー・アーノルド / 日本語吹替 - 小宮和枝
ラファエルの母。パタゴニアに居住しており、社会貢献活動で忙しく動き回っている。10年ぶりに突然現れ、ラファエルの家に居候する。自由奔放な言動でラファエルと二コラを振り回す。

#### 警察関係者
アンリ・フルニエ
演 - ウスキ・キアル / 日本語吹替 - 佐々木睦
監察医。元特殊部隊の軍医で、傷口を見るだけでプロの犯行かどうかが分かる。アストリッドは彼を尊敬しつつ事件のたびに鑑識結果の盲点を突くため、アストリッドに対し辛辣に応じる事があった。第1シーズン最終回ではそのような態度を詫び、敬意を伝えている。以降のシーズンは同僚、友達として接し、監察医としての手腕も発揮される機会が増えた。既婚者で犬を飼っており、ブルターニュ地方出身であることが第４シーズン第7話で判明した。
ジュリアン・フレデリック
演 - ブルース・テソール / 日本語吹替 - おかやまはじめ
科学捜査官。アストリッドに惚れ込むが「仕事の仲間」というスタンスを崩さない彼女はアプローチを全て断った。それでも憎からず思い続けている。
演じているブルース・テソールはプライベートでサラ・モーテンセンの恋人。
マティアス・フォレスト（第2シーズン）
演 – ユベール・ドゥラットル / 日本語吹替 - 三上哲
共和国新任検事。ラファエルの元彼。フィリップ・コストに取り入る魂胆からラファエルとよりを戻した。愛人を秘書に使い情事の直後にラファエルを誘う卑劣さも描かれ、嫉妬を募らせていたニコラの鉄拳を喰らう。捜査を急かす姿は描かれるが真相を見抜く能力や知識に乏しく、アストリッドの捜査協力を差し止めさせ参加容認の特例を首相が直々に提示する事態となった。
アンヌ・ラングレ（第3-4シーズン）
演 - ヴァレリー・カプリスキー / 日本語吹替 - 山像かおり
警察学校の教官。アストリッドに厳しい態度で接するが、アストリッドの父アンギュスと生前親密だった事を明かす。アストリッドも父が亡くなる直前まで面識の無い女性と密かに会っていた事には（香水の匂いから）気付いていた。
第3シーズン最終話において、アロエベラ社の社長ベルジョーに長男を誘拐されたために仕方なくアンギュスの捜査情報をベルジョーに提供したことを認め、結果的にアンギュスの死に繋がったことを後悔する。逮捕されても平然とするベルジョーに対して、アルチュールの拳銃を奪ってベルジョーを射殺する。勾留中に訪ねてきたアストリッドに、7才になる次男の父親がアンギュスであることを告げる。
ノラ・マンスール（第4-5シーズン）
演 - ソフィア・ヤムナ / 日本語吹替 - 種﨑敦美
パリ警視庁の警部補。ラファエルとニコラの部下。デジタルに詳しく、調査能力に長けている。警察官だったが上司に恵まれず、半年前に休職し保険会社に勤めていた。ラファエルに能力を認められ、警察官に復職しチームの一員になる。ニコラにひかれる。

### アストリッドの関係者
アラン・ガイヤール
演 - ジョフロワ・チボー / 日本語吹替 - 伊藤和晃
犯罪資料局の長官。アストリッドの父の友人であり、その死後はアストリッドの後見人となる。第1シーズン最終話において事件に巻き込まれ、犯人により殺害される。
アンギュス・ニールセン
演 - アリオシャ・イトビッチ / 日本語吹替 - 前田一世
アストリッドの父。警察官。娘の自立性を重んじる性格。殉職しており、アストリッドは殺害された経緯を第3シーズンで突き止める。
マチルド・ニールセン
演 - エリザベス・モーテンセン（30歳時 - ベネディクト・ギルベール） / 日本語吹替 - 野沢由香里（30歳時 - 渋谷はるか）
アストリッドの母。アストリッドが幼い頃に家を出てアメリカに移住。帰国したタイミングで思いがけず娘と再会する。自閉症傾向の強い家系で、タングラムの才能とともにアストリッドに遺伝した事が示唆されており、かつて母親が息子（マチルダの兄）の障害を認められず体罰を含めた虐待に近い躾を施していた姿を見ていたトラウマから、いつかは自分がアストリッドを同じ目に遭わせてしまう懸念と恐怖で、娘と向き合う事を恐れ逃げ出してしまったのが真相であった。
第1シーズンでは再会後に「マチルド」と呼ばれることを希望したが、すでに母をもういないものとして割り切っており、切磋琢磨し合えるタングラムのいちプレイヤーとして関わりたいアストリッドからは「ニールセンさん」と呼びたいと断られた。
それ以降もタングラムの対戦相手として定期的な交流が続き、第3シーズンまでに自宅に招くほど親しくなり、アストリッドが余裕をなくしたときにサポートを頼まれるなど、信頼を築いていることがうかがえる。
演じているエリザベス・モーテンセンは主演サラ・モーテンセンの実母。
ウイリアム・トマ
演 - ジャン=ベノワ・スーリエ / 日本語吹替 - 粟野志門
アスペルガー症候群であり、アストリッドにとっては社会生活を営む自閉スペクトラム症当事者の先輩。1995年以降資料局のビルメンテナンスを行う中でアストリッドと知り合い、彼女のとりなしで専門業者にはお手上げだったパソコンのトラブルを一瞬で解決し、ガイヤールの信頼を得た。現在はアストリッドが通う大人の自閉症当事者グループ「社会力向上クラブ」のリーダー。その経験から、捜査協力やラファエルを通じて以前より深く社会と関わることになるアストリッド本人が時折気づかずに抱える悩みや負担にいち早く気づき、自分たちの体質との付き合い方や人付き合いについてアドバイスをする。
ITと鉄道に詳しく、ラファエルの求めに応じ事件捜査に協力。捜査チームの一員同然となっていく。
ポール・トマ
演 - ユゴ・オリオ / 日本語吹替 - 川島得愛
ウイリアムの兄。医師。食品添加物の有害性告発を巡り毒殺されかかるが、死を免れ犯人逮捕と事件解決に協力。第2シーズン最終話と第4シーズン第5話にも登場する。
ベレジン28（カミーユ・ベレジン）
演 - エレア・フォルシェ
ウイリアムの恋人。互いに顔を合わせない条件で付き合っており、やり取りもネット上でしかしていない。実は闇サイトなどダークウェブを自在に巡る凄腕ハッカー。声が出せない障害を持ち、実生活ではPCの読み上げソフトを用いている。彼女が殺人犯に狙われたのをきっかけに顔見せする事になったが、逆に隔たりが無くなり良い関係となった。
第2シーズンではダークウェブにも潜り込めるスキルを求められ捜査協力をした。
アピュ・タナカ
演 - ニシダ・アキヒロ / 日本語吹替 - 浦山迅
アストリッドが通う食料品店の店主。不特定多数の情報に振り回されやすい彼女のため、日本式の礼儀作法を教えている。
テツオ・タナカ（第2-5シーズン）
演 – ケンゴ・サイトウ (斎藤研吾)  / 日本語吹替 - 中川慶一
アストリッドの恋人。アストリッドが子どものころから通っている日本食料品店の店主の甥で、水曜日に店番をしている。数学を勉強するためにフランスに来た。アストリッドと互いに好意を寄せあい恋人になる。彼女が苦手なことをよく理解している。数学と囲碁が得意で、第4シーズンでアストリッドに囲碁を教える。ニコラと親しくなり、ビザの期限切れが近い事を最初に打ち明けたのがニコラであった。
ニルス・ラングレ（第4シーズン）
演 - アンディ・ジュディオ / 日本語吹替 - 下地紫野
アンヌ・ラングレの7才になる次男。父親はアンギュス・ニールセンであり、従ってアストリッドの異母弟である。母アンヌが逮捕された後、伯父の家に引き取られた。アストリッドに次第に懐くようになり、毎週火曜日の夜はアストリッド宅に泊まることが許され、彼女がハグを許すほど親しくなった。間もなく重病が見つかり医療刑務所に移送されるアンヌに付き沿う形で、伯父とともにパリを去った。
サミ・グルメ（第5シーズン）
演 - ドミニク・エンゲルハート / 日本語吹替 - 佐川和正
アストリッドが子供の頃に通っていた乗馬センターで出会った自閉症の男性。社会力向上クラブに現れ、偶然アストリッドと再会する。それ以来、たびたび幻覚となってアストリッドの前に現れる。

#### 「社会力向上クラブ」のメンバー
マックス
演 - クレモン・ラグワール / 日本語吹替 - 荒井勇樹
第2シーズンでシャイアン族であることが語られたメンバー。第3シーズンではそのルーツとそれにまつわる知識で捜査に協力することになる。14か国語話せるという。
アリス
演 - リジー・ブリン / 日本語吹替 - 増岡裕子
第3シーズンで天文学サークルに入っていることが明らかになり、その知識でアストリッドとラファエルの捜査に協力する。
ベノワ
演 -クレモン・ラングレ
第1シーズン「フルカネリの指輪」の回で、私物のオカルト雑誌「エニグマ」をアストリッドに貸し出した。
カミーユ
演 - アンジェリク・ブリドゥ / 日本語吹替 - 坂本悠里
第1シーズンから会合に参加しており、第3シーズン以降セリフのあるキャラクターとなった。物理学に詳しいらしく、第5シーズン第1回で妊娠検査を躊躇するラファエルを案じるアストリッドに観察者効果の話をする。
なお、第5シーズン第1回のエンドクレジットでは役名がアリス (Alice AAA) と誤って表記され、NHK版も未訂正のまま放送された。アリス役のリジー・ブリンはこの回に出演しないだけでなく、事件関係者として別のカミーユというキャラクターが登場するため、紛らわしくなっている。

## スタッフ
- 脚本：アレクサンドル・ド・セギャン、ロラン・ビュルタン、ドゥニ・アラメルスリ、エレーヌ・ハッスン、マチュー・ルブラン、ジョゼフ・ランティニー、ロラン・クルティオ
- 演出：エルザ・ベネット、イッポリート・ダール、フレデリック・ベルトゥ、エリック・ルルー、クロエ・ミクー、ジュリアン・セリ、フランソワ・リックランク、コリンヌ・ベルガス
- 音楽：エルワン・ケルモルヴァン[注釈 7]、クレモンティーヌ・シャルエル
- 制作：LA Productions、フランス・テレビジョン、Be-Films、RTBF

字幕版スタッフ
- 翻訳[注釈 8]：井村千瑞 (S1#1-10)、手束紀子 (S4#1, 3, 5-8, S5#1, 4, 7)、平沢直子 (S4#2, 4) 、長谷川圭子（S5#2, 5, 8）、竹本江梨（S5#3, 6）※括弧内は各シーズンの放送話数。

吹替版スタッフ
- 翻訳：石原千麻 (S1#1-3, 5, 7-10, S2#1-8, S3#1-8, S4#1-8, S5#1-8)、井村千瑞 (S1#4, 6) ※括弧内はNHKの放送話数。
- 演出：鍛治谷功
- 医療監修：岩波明（昭和大学附属烏山病院）
- 音声：並木晃
- プロデューサー：本田哲浩（ブロードメディア）
- 制作統括：林貴子／渡辺聡

## 製作
脚本家の1人であるアレクサンドル・ド・セガンは、アストリッドのキャラクターを「自閉症の天才」といったステレオタイプからはできる限り遠いものにしたいと考え、テンプル・グランディンの著書から「彼女のものの見方や日常生活で直面する困難について知った」という。さらに、ジョゼフ・ショバネク（フランスの作家・哲学者であり自閉症当事者）を始め、多くの自閉症当事者から助言を得ており、アストリッドの少女時代のエピソードは複数の当事者の実体験に基づいている。
また、本作に関わった3人の作家のうち1人はアスペルガー症候群との診断を受けているが、ド・セガンはそのことを知らなかったという。「社会力向上クラブ」メンバーはすべて俳優が演じているが、その中には実際に自閉症である者もいる。また、第1シーズンの第７話で定型発達者を演じたユゴ・オリオは自閉症当事者である。
このドラマも新型コロナウイルス感染症の世界的流行 (2019年-)と無関係ではなく、第2シーズンでは"Prévention COVID - réferent COVID（新型コロナ対策顧問）"、第3シーズンでは"infirmiere（看護師）"もクレジットされるようになった。
2023年にオリジナルサウンドトラックが発売開始された。パイロット版と第1～2シーズンで使用された楽曲（各回のエンドクレジットの曲"Astrid"も含む）が9月29日リリースの第1集に、第3シーズンの楽曲は10月6日リリースの第2集に、第4シーズンの楽曲は11月10日リリースの第3集に収録。第5シーズンの放送開始直後の2024年11月13日に第4集も発売。全てCD発売が無く、Amazon MusicとApple Musicからのダウンロード販売のみ。DELAURENTISやSilly Boy Blueが歌った挿入歌は含まれていない。
2025年にサラ・モーテンセン（アストリッド役）とケンゴ・サイトウ（テツオ役）が来日し、アストリッドを吹き替える貫地谷しほりと対面を果たしたモーテンセンは、日本語は解らないと前置きしつつ「似通った声で、セリフの調子も適確。上手く演じていると思う」と発言している。同年3月6日にはサラ・モーテンセンとケンゴ・サイトウを囲んだファンミーティングが都内で開催された。

## エピソード一覧
日本では第1シーズンが2021年5月、第2シーズンが2022年3月、第3シーズンが2022年10月、第4シーズンが2023年10月、第5シーズンが2025年1月に、ミステリーチャンネル(旧:AXNミステリー)で初放送された。
また、第1シーズン吹き替え版がNHK総合にて2022年7月24日から10月2日まで毎週日曜日午後11時に放送された。吹き替え版第1話（2022年7月24日放送分）は、同年8月3日3:00-3:52（2日深夜）のミッドナイトチャンネルにてキャッチアップ再放送が行われた。
第2シーズン吹き替え版は、『アストリッドとラファエル2 文書係の事件録』のタイトルでNHK総合にて2023年5月21日から7月9日まで毎週日曜日午後11時に放送され、それに先立って第1シーズン吹き替え版が5月10日～5月21日に再放送された。2023年6月10日放送の土スタにアストリッド吹き替え役の貫地谷しほりがゲスト出演し、シーズン2の見所を紹介した。なお、彼女は同年3月11日に第十七回 声優アワード外国映画・ドラマ賞を受賞した。
第3シーズン吹き替え版は、『アストリッドとラファエル3 文書係の事件録』のタイトルでNHK総合にて2023年7月23日から毎週日曜日午後11時に放送が開始された。全8回の放送を9月10日に完了し、エンディングと番組公式サイトで2024年1月の第4シーズン放送開始が告知された。
第4シーズン吹き替え版は、『アストリッドとラファエル4 文書係の事件録』のタイトルでNHK総合にて2024年1月14日から毎週日曜日午後11時に全8話の放送が開始された。
第5シーズン吹き替え版は、『アストリッドとラファエル5 文書係の事件録』のタイトルでNHK総合にて2025年4月6日から毎週日曜日午後11時に全8話を放送予定である。加えて、3月初旬に来日したアストリッド役サラ・モーテンセンとテツオ役ケンゴ・サイトウ、さらにアストリッドの吹き替え担当である貫地谷しほりが出演する特別番組が、NHK総合にて3月22日(土)午後11時45分から放送された。
なお、NHKでは第2シーズン以降のキャッチアップ再放送を行わず、NHKプラスの見逃し配信とDVD発売で対応している。

### 第1シーズン
| 通算 話数 | シーズン 話数 | タイトル                     | 放送日        |
| --------- | ------------- | ---------------------------- | ------------- |
| 1         | Pilot         | "Puzzle"                     | 2019年4月12日 |
| 2         | 1             | "Hantise 1"                  | 2020年3月13日 |
| 3         | 2             | "Hantise 2"                  | 2020年3月13日 |
| 4         | 3             | "Chainon Manquant"           | 2020年3月20日 |
| 5         | 4             | "Chambre Close"              | 2020年3月20日 |
| 6         | 5             | "Fulcanelli"                 | 2020年3月27日 |
| 7         | 6             | "L'Homme qui n'existait pas" | 2020年3月27日 |
| 8         | 7             | "La Mort et Compagnie"       | 2020年4月3日  |
| 9         | 8             | "Invisible"                  | 2020年4月3日  |

| (日本語版放送回) 「タイトル」 | オリジナル版話数 | 放送日        | 再放送日      | 備考        |
| ----------------------------- | ---------------- | ------------- | ------------- | ----------- |
| (1)「パズル 前編」            | Pilot            | 2022年7月24日 | 2023年5月10日 | [ 注釈 11 ] |
| (2)「パズル 後編」            | Pilot            | 2022年8月7日  | 2023年5月10日 | [ 注釈 11 ] |
| (3)「呪われた家 前編」        | 1                | 2022年8月14日 | 2023年5月11日 |             |
| (4)「呪われた家 後編」        | 2                | 2022年8月21日 | 2023年5月14日 |             |
| (5)「ミッシング・リンク」     | 3                | 2022年8月28日 | 2023年5月16日 |             |
| (6)「閉ざされた部屋」         | 4                | 2022年9月4日  | 2023年5月17日 |             |
| (7)「フルカネリの指輪」       | 5                | 2022年9月11日 | 2023年5月18日 |             |
| (8)「存在しない男」           | 6                | 2022年9月18日 | 2023年5月19日 | [ 注釈 12 ] |
| (9)「消えた遺体」             | 7                | 2022年9月25日 | 2023年5月20日 |             |
| (10)「五線譜の暗号」          | 8                | 2022年10月2日 | 2023年5月21日 |             |

### 第2シーズン
| 通算 話数 | シーズン 話数 | タイトル               | 放送日        |
| --------- | ------------- | ---------------------- | ------------- |
| 10        | 1             | "L'Étourneau"          | 2021年5月21日 |
| 11        | 2             | "Irezumi"              | 2021年5月21日 |
| 12        | 3             | "Le Paradoxe de Fermi" | 2021年5月28日 |
| 13        | 4             | "Point d'orgue"        | 2021年5月28日 |
| 14        | 5             | "Circé"                | 2021年6月4日  |
| 15        | 6             | "Golem"                | 2021年6月4日  |
| 16        | 7             | "Le livre"             | 2021年6月11日 |
| 17        | 8             | "En garde à vue"       | 2021年6月11日 |

| (日本語版放送回) 「タイトル」 | オリジナル版話数 | 放送日        | 備考 |
| ----------------------------- | ---------------- | ------------- | ---- |
| (1)「ホシムクドリ」           | 1                | 2023年5月21日 |      |
| (2)「イレズミ」               | 2                | 2023年5月28日 |      |
| (3)「アブダクション」         | 3                | 2023年6月4日  |      |
| (4)「フェルマータ」           | 4                | 2023年6月11日 |      |
| (5)「魔女の儀式」             | 5                | 2023年6月18日 |      |
| (6)「ゴーレム」               | 6                | 2023年6月25日 |      |
| (7)「ヘルメス文書」           | 7                | 2023年7月2日  |      |
| (8)「無実の罪」               | 8                | 2023年7月9日  |      |

### 第3シーズン
（出典：）
| 通算 話数 | シーズン 話数 | タイトル             | 放送日        |
| --------- | ------------- | -------------------- | ------------- |
| 18        | 1             | "Plan global"        | 2022年8月26日 |
| 19        | 2             | "Memento Mori"       | 2022年8月26日 |
| 20        | 3             | "Natifs"             | 2022年9月2日  |
| 21        | 4             | "La Chambre ouverte" | 2022年9月2日  |
| 22        | 5             | "Témoin"             | 2022年9月9日  |
| 23        | 6             | "Sang d'or"          | 2022年9月9日  |
| 24        | 7             | "Les Fleurs du mal"  | 2022年9月16日 |
| 25        | 8             | "En souterrain"      | 2022年9月23日 |

| (日本語版放送回) 「タイトル」 | オリジナル版話数 | 放送日        | 備考        |
| ----------------------------- | ---------------- | ------------- | ----------- |
| (1)「フィクションの天才」     | 1                | 2023年7月23日 |             |
| (2)「死を忘るなかれ」         | 2                | 2023年7月30日 |             |
| (3)「カラスの目に映るもの」   | 3                | 2023年8月6日  |             |
| (4)「開かれた部屋」           | 4                | 2023年8月13日 |             |
| (5)「パリ東駅」               | 5                | 2023年8月20日 |             |
| (6)「黄金の血」               | 6                | 2023年8月27日 |             |
| (7)「悪の華」                 | 7                | 2023年9月3日  |             |
| (8)「オオカミを追え」         | 8                | 2023年9月10日 | [ 注釈 13 ] |

### 第4シーズン
（出典：）
| 通算 話数 | シーズン 話数 | タイトル                | 放送日        |
| --------- | ------------- | ----------------------- | ------------- |
| 26        | 1             | "L'œil du dragon"       | 2023年5月18日 |
| 27        | 2             | "Les 1001 nuits"        | 2023年5月18日 |
| 28        | 3             | "30 000 pieds"          | 2023年5月25日 |
| 29        | 4             | "Immortel"              | 2023年5月25日 |
| 30        | 5             | "Sacrifice du fou"      | 2023年6月1日  |
| 31        | 6             | "La passagère du temps" | 2023年6月1日  |
| 32        | 7             | "L'Ankou"               | 2023年6月8日  |
| 33        | 8             | "Coupable"              | 2023年6月8日  |

| (日本語版放送回) 「タイトル」 | オリジナル版話数 | 放送日（＊予定） | 備考 |
| ----------------------------- | ---------------- | ---------------- | ---- |
| (1)「ドラゴンの目」           | 1                | 2024年1月14日    |      |
| (2)「千夜一夜物語」           | 2                | 2024年1月21日    |      |
| (3)「密猟者」                 | 3                | 2024年1月28日    |      |
| (4)「不死の男」               | 4                | 2024年2月4日     |      |
| (5)「盤上の殺意」             | 5                | 2024年2月11日    |      |
| (6)「タイムトラベラー」       | 6                | 2024年2月18日    |      |
| (7)「死神の呪い」             | 7                | 2024年2月25日    |      |
| (8)「失われた記憶」           | 8                | 2024年3月3日     |      |

### 第5シーズン
（出典：）
| 通算 話数 | シーズン 話数 | タイトル                            | 放送日         |
| --------- | ------------- | ----------------------------------- | -------------- |
| 34        | 1             | "On ne meurt qu'une seule fois"     | 2024年11月8日  |
| 35        | 2             | "Mais c'est pour si longtemps!"     | 2024年11月8日  |
| 36        | 3             | "Mandala"                           | 2024年11月15日 |
| 37        | 4             | "Le dernier des aztèques"           | 2024年11月22日 |
| 38        | 5             | "Le baptême des morts"              | 2024年11月29日 |
| 39        | 6             | "Loup y es-tu?"                     | 2024年12月6日  |
| 40        | 7             | "On achève bien les jockeys"        | 2024年12月13日 |
| 41        | 8             | "Un mariage et quatre enterrements" | 2024年12月20日 |

| (日本語版放送回) 「タイトル」 | オリジナル版話数 | 放送日（＊予定） | 備考 |
| ----------------------------- | ---------------- | ---------------- | ---- |
| (1)「毒ヘビ（前編）」         | 1                | 2025年4月6日     |      |
| (2)「毒ヘビ（後編）」         | 2                | 2025年4月13日    |      |
| (3)「マンダラ」               | 3                | 2025年4月20日    |      |
| (4)「エルドラド」             | 4                | 2025年4月27日    |      |
| (5)「殉教者」                 | 5                | 2025年5月4日     |      |
| (6)「満月の夜」               | 6                | 2025年5月11日    |      |
| (7)「名馬の最期」             | 7                | 2025年5月18日    |      |
| (8)「完全犯罪の台本」         | 8                | 2025年5月25日    |      |

## クロスオーバーと英国リメイク版
第5シーズンの放送直前（2024年11月1日）、『"Alexandra Ehle"（邦題：法医学者 マダム・エール）』（本作の前年から続くミステリードラマ）とのクロスオーバー・エピソード『Episode special : OEil pour oeil』がフランスにおいて放送された。日本ではミステリーチャンネルにおいて、同じく第5シーズンの放送直前（2025年1月19日）にシーズン1・エピソード14「特別編　目には目を」として放送され、その内容は"アストリッドとラファエルが変死体の謎を解明するためボルドーに赴き、現地の法医学者アレクサンドラ・エール（演 - ジュリー・ドパルデュー）と協力して捜査を行う"というストーリーであった。
イギリスでは"Patience"のタイトルで本作のリメイク版が製作され、2025年1月8日にイギリスのチャンネル4とアメリカPBSで全6エピソードが放送および配信開始された。フランス版第1シーズンの「パズル（前後編）」、「ミッシング・リンク」、「閉ざされた部屋」、「消えた遺体」、「存在しない男」に基づいており、おおむねフランスの原作に沿ったストーリーだがキャラクターの名称は変更された。アストリッドに相当するペイシェンス・エヴァンス役のエラ・メイジー＝パーヴィスは自身が自閉症当事者で「ADHDを併せ持つ」というプロフィールもあるが、当事者によって演じられた事もリメイク版という経緯も考慮せず（脚本家クレジットは"Adapted"=脚色だけで、原作タイトルもフランス版の脚本家クレジットも無い）に、「自閉症の描写が不充分」という理由で低評価を付ける記事と、出演者の演技を称えて続編を待望するレビューの両方が挙がった。チャンネル4にとっては420万人が視聴する2025年最大のヒット作となり、第2シーズンの撮影開始が5月15日に報じられている。日本では『ペイシェンスとビー ヨーク警察文書係の事件録』のタイトルでミステリーチャンネルが字幕版の第1シーズン全エピソードを5月25日に放送予定。